# Schlachtfeld von Bannockburn

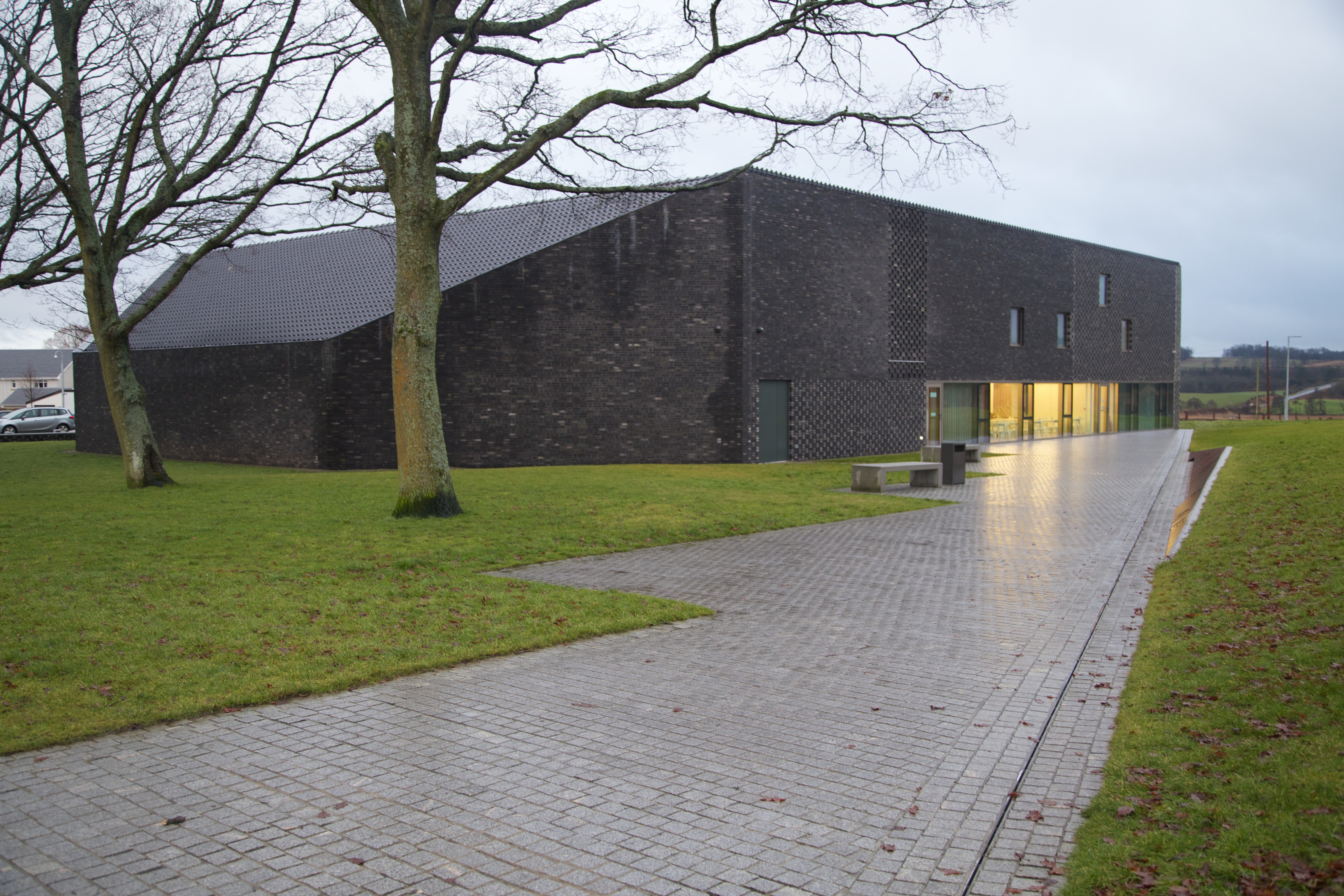
Besucherzentrum des Schlachtfeldes von Bannockburn

Das Schlachtfeld von Bannockburn ist ein Gelände in Schottland, auf dem 1314 die Schlacht von Bannockburn stattgefunden haben soll. Die genaue Lokalität ist unter Historikern immer noch umstritten, das Besucherzentrum steht mit einiger Wahrscheinlichkeit nicht am Rande des Schlachtfeldes, sondern einige Kilometer davon entfernt. Dieses Besucherzentrum wird vom National Trust for Scotland betreut, der hier mit multimedialen Mitteln die Zeit der Schlacht und die Schlacht selber für Besucher präsentiert. Es wurde zum 700. Jahrestag der Schlacht im Jahr 2014 restauriert und ausgebaut, die Fassade wurde vom Architektenbüro Reiach und Hall entworfen, die damit mit grauen Ziegeln eine düstere, respektvolle Fassade für das Besucherzentrum bauen wollten. Das Besucherzentrum und das Gelände wurden 2019 von mehr als 43.000 Menschen besucht.
Auf den Flächen, auf denen die Schlacht vermutet wird, wird durch archäologische Arbeiten  versucht, die Geschehnisse wissenschaftlich aufzuarbeiten, auch um die Frage zu klären, wo die Schlacht stattgefunden hat. Das vermutete Schlachtfeld ist als Kulturdenkmal geschützt.